# Magdalena Ujma (kuratorka)
Magdalena Maria Ujma-Gawlik (ur. 12 lutego 1967) – polska krytyczka i kuratorka sztuki, eseistka, feministka.

## Życiorys
Ukończyła 1987 Państwowe Liceum Sztuk Plastycznych w Lublinie w specjalizacji wystawiennictwo. W latach 1987–1993 studiowała historię sztuki na Katolickim Uniwersytecie Lubelskim. Następnie ukończyła podyplomowe studia z zarządzania kulturą prowadzone przez École de Commerce, Dijon (1997). Założyła i prowadziła Galerię NN w Lublinie. Pracowała w Muzeum Sztuki w Łodzi. Jako kuratorka pracowała w krakowskiej Galerii Sztuki Współczesnej Bunkier Sztuki, gdzie m.in. z Anną Smolak była autorką cyklu wystaw Transkultura.
W latach 2003–2007 współpracowała z Joanną Zielińską w ramach duetu kuratorskiego exgirls. Wspólnie od 2004 niezależnie zorganizowały 4 edycje wiosennego Święta Kobiet. Są laureatkami konkursu kuratorskiego Bielska Jesień (2004), a także otrzymały główną nagrodę w konkursie Muzeum Sztuki Nowoczesnej na projekt wystawy (2006).
Jako niezależna kuratorka stworzyła ostatnio wystawę „Słodka choroba” (2012) w Galerii Miejskiej BW w Tarnowie.
Od lat 90. jest aktywną krytyczką sztuki. Była redaktorką „Kresów” oraz działu Teksty na stronie internetowej Bunkra Sztuki. Pracując w tej instytucji prowadziła także cykl spotkań pt. Krytyk sztuki na skraju załamania nerwowego – tytuł ten jest aktualnie nazwą jej bloga.
Jest autorką esejów „Ani rewolucja, ani konsumpcja” w tomie „Nowe zjawiska w sztuce polskiej po 2000 roku” (CSW Zamek Ujazdowski, Warszawa 2008) oraz „Transformacja. Artystki polskie po 1989 roku” w tomie „Artystki polskie” pod red. Agaty Jakubowskiej (WSzPWN, Warszawa 2011). 
W latach 2020–2023 pełnia funkcję prezeski Zarządu Sekcji polskiej AICA Międzynarodowego Stowarzyszenia Krytyki Artystycznej.
Redaktorka naczelna magazynu „Restart”.

## Publikacje
- „Sztuki wizualne. Sztuka i skandal” WSzPWN Warszawa 2011[9], s. 360, ISBN: 9788326205460
- „O krytyce” Akademia Sztuk Pięknych im. J. Matejki w Krakowie, 2024[10], s.124, ISBN: 978-83-66564-34-6